# دنيس لامبرت
دنيس لامبرت (بالإنجليزية: Dennis Lambert)‏ هو كاتب أغاني ومنتج أسطوانات أمريكي، ولد في 1947 في بروكلين في الولايات المتحدة.

## وصلات خارجية
- دنيس لامبرت على موقع IMDb (الإنجليزية)
- دنيس لامبرت على موقع ميوزك برينز (الإنجليزية)
- دنيس لامبرت على موقع أول ميوزيك (الإنجليزية)
- دنيس لامبرت على موقع ديسكوغز (الإنجليزية)
- دنيس لامبرت على موقع قاعدة بيانات الفيلم (الإنجليزية)